# De Warmste Week 2023
De Warmste Week 2023 was de zestiende editie van De Warmste Week, voor 2018 gekend als Music For Life, een solidariteitsactie die jaarlijks in de week voor Kerstmis wordt georganiseerd door de Vlaamse omroep VRT. De editie van 2023 vond plaats op 't Zand in Brugge, na een overeenkomst tussen VRT en Stad Brugge voor 2023 en 2024. 
Het jaarthema was "opgroeien zonder zorgen". De opbrengst van 8.790.633 euro gaat naar het DWW Fonds, beheerd door de Koning Boudewijnstichting. De Koning Boudewijnstichting selecteerde 287 projecten die in 2024 gerealiseerd worden als begunstigde van de ingezamelde gelden. Deze projecten, ingediend door non-profitorganisaties (vzw’s, maar ook scholen, jeugdorganisaties, sportclubs, culturele verenigingen, welzijnsorganisaties en sociale economie bedrijven) hebben als gemeenschappelijk doel te zorgen voor meer veilige plekken voor kinderen en jongeren, thuis, op school, in hun vrije tijd en online.
De presentatoren van dienst van 18 december tot en met 24 december waren Eva De Roo, Sam De Bruyn, Sander Gillis en Robin Keyaert. De televisie-uitzendingen werden gepresenteerd door Niels Destadsbader.  In de week voorafgaand aan het evenement en de hele week tijdens het evenement waren twee Vliegende Reporters onderweg doorheen alle gemeenten van Vlaanderen en Brussel, om aanwezig te zijn bij talrijke lokale acties. Die reporters waren Pien Lefranc en Manu Van Acker.
Op 't Zand werd radio gemaakt van maandag 18 december om 16.00 uur tot zondag 24 december 18.00 uur. Op het dak van Het Warmste Huis traden elke avond artiesten op, waaronder Coely, Bazart, Pommelien Thijs, Camille, Tom Odell, Clouseau, dEUS, Metejoor en Zwangere Guy. De toegang tot het plein was gratis. In Het Warmste Dorp op 't Zand interviewden Maureen Vanherberghen geholpen door wisselende andere VRT-gezichten elke dag actievoerders over de door hun georganiseerde inzamelactie. 